# Izzy Wilde
Izzy Wilde (Grand Rapids, Míchigan; 1 de noviembre de 1996) es una actriz pornográfica, modelo erótica y camgirl transexual estadounidense.

## Biografía
Nació en noviembre de 1996 en la ciudad de Grand Rapids, en el estado de Míchigan. En la escuela, antes de iniciar su proceso de cambio de sexo era un alumno tranquilo. "Era un joven emo. Esto, por supuesto, fue antes de que yo saliera del armario. Aunque siempre he sido un poco nerd".
Trabajó en varias gasolineras durante varios años antes de decidirse a seguir una carrera en la industria pornográfica, llegando a ser gerente de una estación de servicio de la marca Speedway. "Alrededor de marzo de 2020, justo antes de la pandemia, trabajaba 50 horas a la semana. Tuve un par de semanas difíciles, volví en mí y me di cuenta de que no estaba contenta con mi trabajo. Esas semanas tuve turnos diurnos con otra compañera de trabajo que lo único que hacía era hablar en círculos descuidados".
Insatisfecha con este trabajo, comenzó a investigar sobre la industria para adultos y finalmente fue contratada para filmar sus primeras escenas de sexo para Grooby Girls, filial de Grooby Productions, en julio de 2020, con 24 años de edad. Su primera sesión para Grooby "fue una especie de vídeo de fetiche de pies".
Como actriz, además de Grooby, ha trabajado para estudios como Evil Angel, Gender X, Transsensual, Transfixed, Pure Taboo, Trans Angels, Devil's Film, Zero Tolerance, Mile High, CX Wow o Kink.com, entre otros.
Recibió sus primeras nominaciones en los Premios AVN en 2022, a Mejor artista transexual revelación y a la Mejor escena de sexo transexual en grupo por TS Girls on Top 5, con Jenna Gargles y Dillon Diaz. En los Premios XBIZ de ese año quedó nominada a Artista transexual del año.
Para 2023, además de una nueva nominación en los XBIZ a Artista transexual del año, destacó por otras cuatro categorías en los AVN, donde fue nominada a Artista transexual del año y a la Mejor escena de sexo transexual en grupo por Two Cucks in a Pod. Por la cinta Black Sheep recibió dos nominaciones más, a la Mejor actuación dramática en película transexual y a la Mejor escena de sexo con transexual.
En 2024 ganó su primer Premio AVN a la Mejor escena de sexo transexual en grupo por Tantalizing Threesomes 2, junto a Lola Morena y Billie Beaumont.
Hasta la actualidad, ha grabado más de 190 películas.

## Premios y nominaciones
| Año  | Ceremonia    | Resultado | Premio                                              | Trabajo                   |
| ---- | ------------ | --------- | --------------------------------------------------- | ------------------------- |
| 2022 | Premios AVN  | Nominada  | Mejor artista transexual revelación                 | —                         |
| 2022 | Premios AVN  | Nominada  | Mejor escena de sexo transexual en grupo            | TS Girls on Top 5         |
| 2022 | Premios XBIZ | Nominada  | Artista transexual del año                          | —                         |
| 2023 | Premios AVN  | Nominada  | Artista transexual del año                          | —                         |
| 2023 | Premios AVN  | Nominada  | Mejor actuación dramática en película transexual    | Black Sheep               |
| 2023 | Premios AVN  | Nominada  | Mejor escena de sexo con transexual                 | Black Sheep               |
| 2023 | Premios AVN  | Nominada  | Mejor escena de sexo transexual en grupo            | Two Cucks in a Pod        |
| 2023 | Premios XBIZ | Nominada  | Artista transexual del año                          | —                         |
| 2024 | Premios AVN  | Nominada  | Artista transexual del año                          | —                         |
| 2024 | Premios AVN  | Nominada  | Mejor actuación dramática en película transexual    | Cuntry Girls Do It Better |
| 2024 | Premios AVN  | Nominada  | Mejor escena de sexo con transexual                 | Trans Am                  |
| 2024 | Premios AVN  | Ganadora  | Mejor escena de sexo transexual en grupo            | Tantalizing Threesomes 2  |
| 2024 | Premios XBIZ | Nominada  | Artista transexual del año                          | —                         |
| 2025 | Premios AVN  | Nominada  | Artista transexual del año                          | —                         |
| 2025 | Premios AVN  | Ganadora  | Mejor escena de sexo transexual en grupo            | Gorgons & Goddesses       |
| 2025 | Premios AVN  | Nominada  | Mejor escena de sexo transexual en grupo            | Turning Up the Heat       |
| 2025 | Premios AVN  | Nominada  | Mejor escena de sexo transexual en realidad virtual | Let's Have Some Fun       |
| 2025 | Premios XMA  | Nominada  | Artista transexual del año                          | —                         |
| 2025 | Premios XMA  | Ganadora  | Mejor escena de sexo transexual                     | Gorgons and Goddesses     |